# BRASCII
O BRASCII foi uma tabela de caracteres brasileira. Foi usada na década de 80 por diversas impressoras, aplicativos como o Carta Certa, por placas de vídeo no Brasil e foi o conjunto de caracteres padrão nos computadores brasileiros da linha MSX.

## História
O código foi elaborado em 1986 pela Associação Brasileira de Normas Técnicas através da norma NBR-9614:1986 e, posteriormente, revisto em 1991, na norma NBR-9611:1991.
O código é baseado nas normas ISO, e foi apelidado de «BRASCII» (Brazilian Standard Code for Information Interchange ou Código Brasileiro para Intercâmbio de Informação) em analogia com American Standard Code for Information Interchange. Note-se que, enquanto o ASCII é um código de 7 bits, com apenas 128 caracteres, o BRASCII é um código de 8 bits com possibilidade de até 255 caracteres, onde os caracteres de 160 a 255 foram configurados para suportar acentuação, caracteres gráficos, etc. Em alguns equipamentos, este código é simplesmente denominado «ABNT».
O objetivo do código era eliminar a «Torre de Babel» dos sistemas de codificação existentes para a língua portuguesa (ISO IR-16, ISO IR-84, IBM 256, IBM 275, IBM 850, DEC Multinational, HP Roman-8, Mac OS Roman, etc.). Apesar disso, o código teve dificuldades em impor-se, sobretudo devido à pressão de grandes multinacionais e acabou por ser cada vez menos usado por causa da ubiquidade de outros conjuntos de caracteres (ISO 8859-1 e, posteriormente, Unicode).

## Mapeamento
|    | —0            | —1         | —2         | —3         | —4         | —5         | —6         | —7         | —8         | —9         | —A         | —B         | —C          | —D           | —E         | —F          |
| 0− |               |            |            |            |            |            |            |            |            |            |            |            |             |              |            |             |
| 1− |               |            |            |            |            |            |            |            |            |            |            |            |             |              |            |             |
| 2− | SP 0020 32    | ! 0021 33  | " 0022 34  | # 0023 35  | $ 0024 36  | % 0025 37  | & 0026 38  | ' 0027 39  | ( 0028 40  | ) 0029 41  | * 002A 42  | + 002B 43  | , 002C 44   | - 002D 45    | . 002E 46  | / 002F 47   |
| 3− | 0 0030 48     | 1 0031 49  | 2 0032 50  | 3 0033 51  | 4 0034 52  | 5 0035 53  | 6 0036 54  | 7 0037 55  | 8 0038 56  | 9 0039 57  | : 003A 58  | ; 003B 59  | < 003C 60   | = 003D 61    | > 003E 62  | ? 003F 63   |
| 4− | @ 0040 64     | A 0041 65  | B 0042 66  | C 0043 67  | D 0044 68  | E 0045 69  | F 0046 70  | G 0047 71  | H 0048 72  | I 0049 73  | J 004A 74  | K 004B 75  | L 004C 76   | M 004D 77    | N 004E 78  | O 004F 79   |
| 5− | P 0050 80     | Q 0051 81  | R 0052 82  | S 0053 83  | T 0054 84  | U 0055 85  | V 0056 86  | W 0057 87  | X 0058 88  | Y 0059 89  | Z 005A 90  | [ 005B 91  | \ 005C 92   | ] 005D 93    | ^ 005E 94  | _ 005F 95   |
| 6− | ` 0060 96     | a 0061 97  | b 0062 98  | c 0063 99  | d 0064 100 | e 0065 101 | f 0066 102 | g 0067 103 | h 0068 104 | i 0069 105 | j 006A 106 | k 006B 107 | l 006C 108  | m 006D 109   | n 006E 110 | o 006F 111  |
| 7− | p 0070 112    | q 0071 113 | r 0072 114 | s 0073 115 | t 0074 116 | u 0075 117 | v 0076 118 | w 0077 119 | x 0078 120 | y 0079 121 | z 007A 122 | { 007B 123 | \| 007C 124 | } 007D 125   | ~ 007E 126 | DEL 0127 FF |
| 8− |               |            |            |            |            |            |            |            |            |            |            |            |             |              |            |             |
| 9− |               |            |            |            |            |            |            |            |            |            |            |            |             |              |            |             |
| A− | NBSP 00A0 160 | ¡ 00A1 161 | ¢ 00A2 162 | £ 00A3 163 | ¤ 00A4 164 | ¥ 00A5 165 | ¦ 00A6 166 | § 00A7 167 | ¨ 00A8 168 | © 00A9 169 | ª 00AA 170 | « 00AB 171 | ¬ 00AC 172  | SHY 00AD 173 | ® 00AE 174 | ¯ 00AF 175  |
| B− | ° 00B0 176    | ± 00B1 177 | ² 00B2 178 | ³ 00B3 179 | ´ 00B4 180 | µ 00B5 181 | ¶ 00B6 182 | • 00B7 183 | ¸ 00B8 184 | ¹ 00B9 185 | º 00BA 186 | » 00BB 187 | ¼ 00BC 188  | ½ 00BD 189   | ¾ 00BE 190 | ¿ 00BF 191  |
| C− | À 00C0 192    | Á 00C1 193 | Â 00C2 194 | Ã 00C3 195 | Ä 00C4 196 | Å 00C5 197 | Æ 00C6 198 | Ç 00C7 199 | È 00C8 200 | É 00C9 201 | Ê 00CA 202 | Ë 00CB 203 | Ì 00CC 204  | Í 00CD 205   | Î 00CE 206 | Ï 00CF 207  |
| D− | Ð 00D0 208    | Ñ 00D1 209 | Ò 00D2 210 | Ó 00D3 211 | Ô 00D4 212 | Õ 00D5 213 | Ö 00D6 214 | Œ 0152 215 | Ø 00D8 216 | Ù 00D9 217 | Ú 00DA 218 | Û 00DB 219 | Ü 00DC 220  | Ý 00DD 221   | Þ 00DE 222 | ß 00DF 223  |
| E− | à 00E0 224    | á 00E1 225 | â 00E2 226 | ã 00E3 227 | ä 00E4 228 | å 00E5 229 | æ 00E6 230 | ç 00E7 231 | è 00E8 232 | é 00E9 233 | ê 00EA 234 | ë 00EB 235 | ì 00EC 236  | í 00ED 237   | î 00EE 238 | ï 00EF 239  |
| F− | ð 00F0 240    | ñ 00F1 241 | ò 00F2 242 | ó 00F3 243 | ô 00F4 244 | õ 00F5 245 | ö 00F6 246 | œ 0153 247 | ø 00F8 248 | ù 00F9 249 | ú 00FA 250 | û 00FB 251 | ü 00FC 252  | ý 00FD 253   | þ 00FE 254 | ÿ 00FF 255  |
|    | —0            | —1         | —2         | —3         | —4         | —5         | —6         | —7         | —8         | —9         | —A         | —B         | —C          | —D           | —E         | —F          |